# Šišiga
Šišiga (rusky шиши́га, šišok, v mužském rodě šiš, šišigan, šišimora-kikimora, je mytická bytost, druh zlého ducha, v ruské lidové kultuře. Může obývat místo za pecí, lesy podobně jako lešij, bažiny jako bolotnik, lázeň jako bannik nebo mlat jako ovinnik.V Ivanovské oblasti jsou jako šiš označováni jak různí duchové představující „nečisté síly“, tak lidé co s nimi přichází do styku, přeneseně pak pomalé osoby. V Bělorusku jsou nazýváni šeški a jsou považovani za hloupé zlé duchy odlišné od kikomor a jiných podobných stvoření.
V pověstech rusifikovaných Komijců žijících na horní Kamě je šišiga rusalka, která sedává na březích, češe si své dlouhé vlasy a váže si je do copů.